# Kroton (Pflanze)

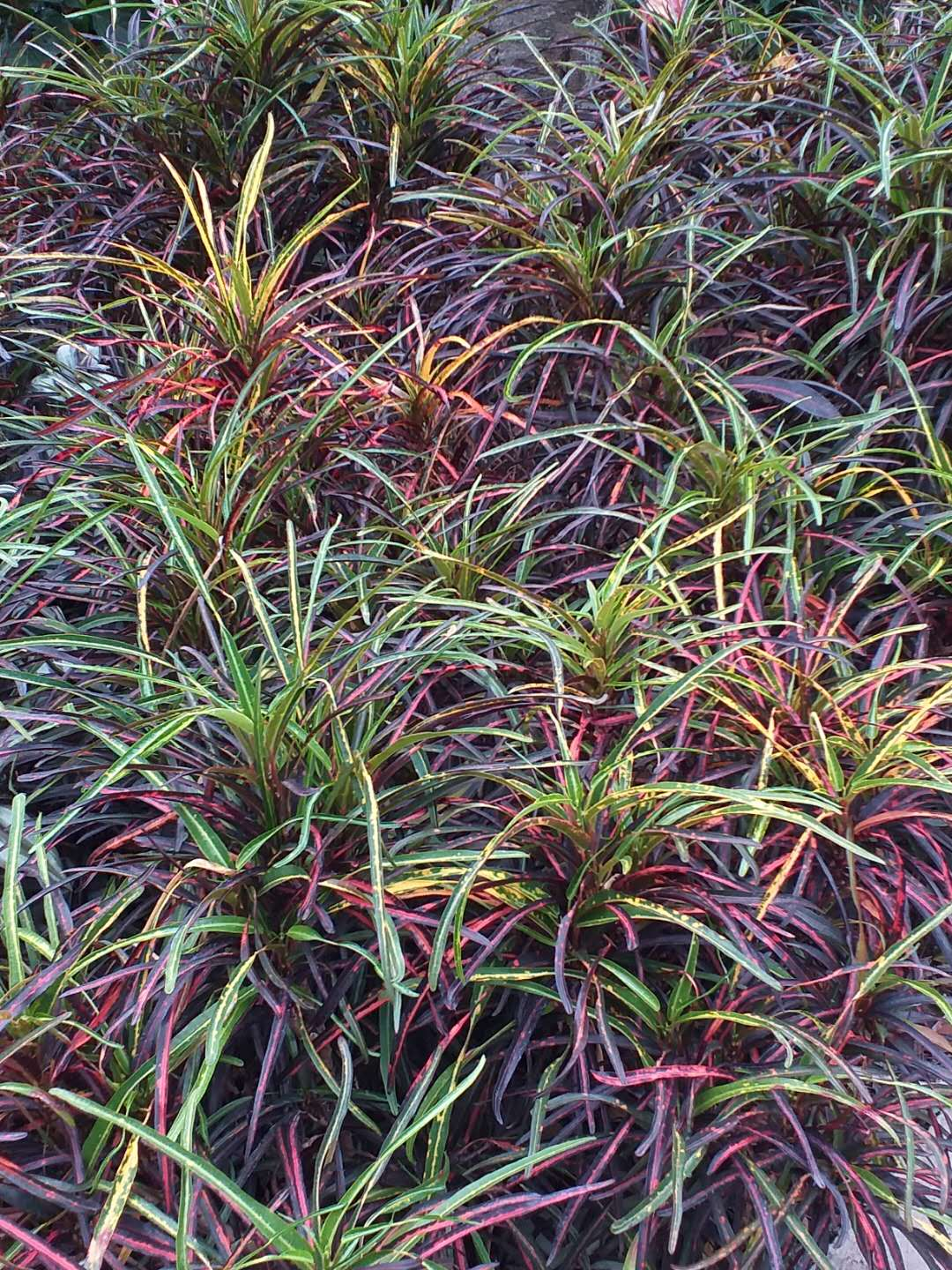
Codiaeum variegatum var. pictum f. taeniosum

Der Kroton (Codiaeum variegatum), auch Croton, Wunderstrauch oder Krebsblume genannt, ist eine Pflanzenart, die zur Gattung Codiaeum innerhalb der Familie der Wolfsmilchgewächse (Euphorbiaceae) gehört. Viele Sorten sind Zierpflanzen in tropischen Parks und Gärten sowie in Räumen.

## Beschreibung

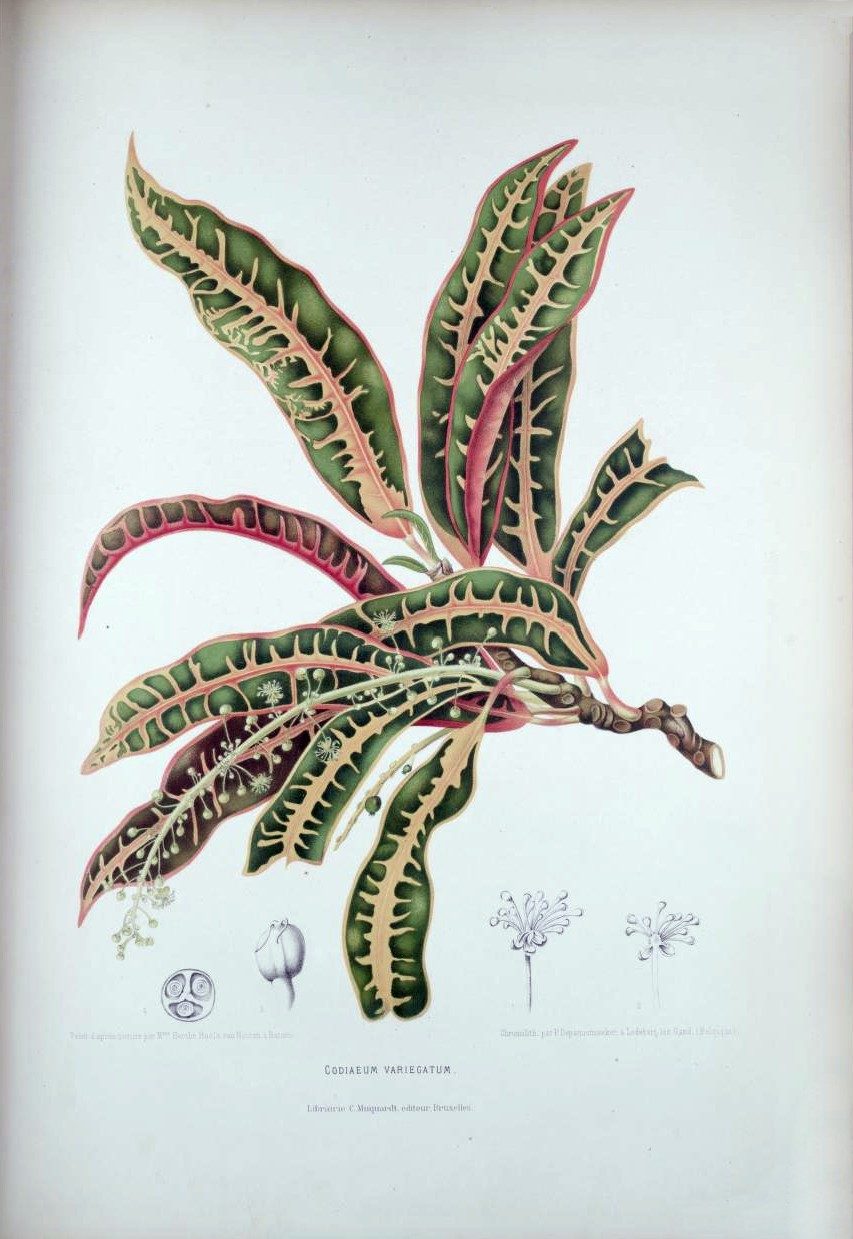
Illustration

Codiaeum variegatum ist eine tropische, immergrüne, verholzende Pflanze, die normalerweise als Strauch wächst und Wuchshöhen von bis zu 3 Meter erreichen kann. Die Pflanzenteile enthalten einen farblosen, leicht giftigen Milchsaft. Auf den glatten Zweigen sind die Blattnarben deutlich erkennbar.
Die wechselständigen Laubblätter sind in Blattstiel und Blattspreite gegliedert. Der Blattstiel weist eine Länge von 0,2 bis 2,5 cm auf. Die dünn lederige, kahle Blattspreite ist je nach Sorte sehr unterschiedlich geformt und gefärbt. Mit einer Länge von 5 bis 30 cm und einer Breite von (0,3 bis) 0,5 bis 8 cm kann die Blattspreite einfach bis geteilt sein, dabei kann sie beispielsweise lineal, lineal-lanzettlich, länglich, elliptisch, lanzettlich, eiförmig, verkehrt-eiförmig spatelförmig, geigenförmig oder gebuchtet sein mit keilförmig bis stumpfer Spreitenbasis sowie spitzer bis gerundeter Spreitenspitze. Die Blattfarben reichen von grün über gelb bis purpurrot und es sind ganz unterschiedliche Musterungen möglich.
Die Blütezeit reicht meist von September bis Oktober. Codiaeum variegatum ist einhäusig getrenntgeschlechtig (monözisch). Sie bilden seitenständige, schlanke, einfache, traubige Blütenstände, die eine Länge von 8 bis 30 cm aufweisen und viele Blüten enthalten. Die zierlich gestielten, männlichen Blüten sind fünfzählig mit doppelter Blütenhülle. Ihre fünf Kelchblätter sind größer als die Kronblätter. Der Diskus besitzt fünf Drüsen. Sie enthalten viele (20 bis 30) Staubblätter. Die etwas dick gestielten weiblichen Blüten besitzen gelbliche, eiförmig-dreieckige Kelchblätter. Ihr Diskus ist ringförmig. In den weiblichen Blüten sind drei Fruchtblätter zu einem dreikammerigen Fruchtknoten verwachsen, mit nur einer Samenanlage pro Kammer. Die drei Griffel sind zurückgekrümmt.
Die mit einem Durchmesser von etwa 9 mm fast kugeligen, etwas abgeflachten Kapselfrüchte sind kahl. Die Früchte reifen meist zwischen November und Dezember. Die Samen weisen einen Durchmesser von etwa 6 mm auf.
Die Chromosomenzahl beträgt 2n = 24-72, 80 oder 84-120.

## Inhaltsstoffe, Giftigkeit
Alle Pflanzenteile sind giftig. Sie enthalten 5-Desoxyingenol. Das Öl der Pflanze wirkt heftig abführend und steht im Verdacht, Krebs zu erregen.

## Verbreitung
Natürliche Vorkommen gibt es in: Malakka, dem Sunda-Archipel, den Philippinen, in Australien nur in Queensland, auf den Fidschi-Inseln und auf Vanuatu.

## Systematik

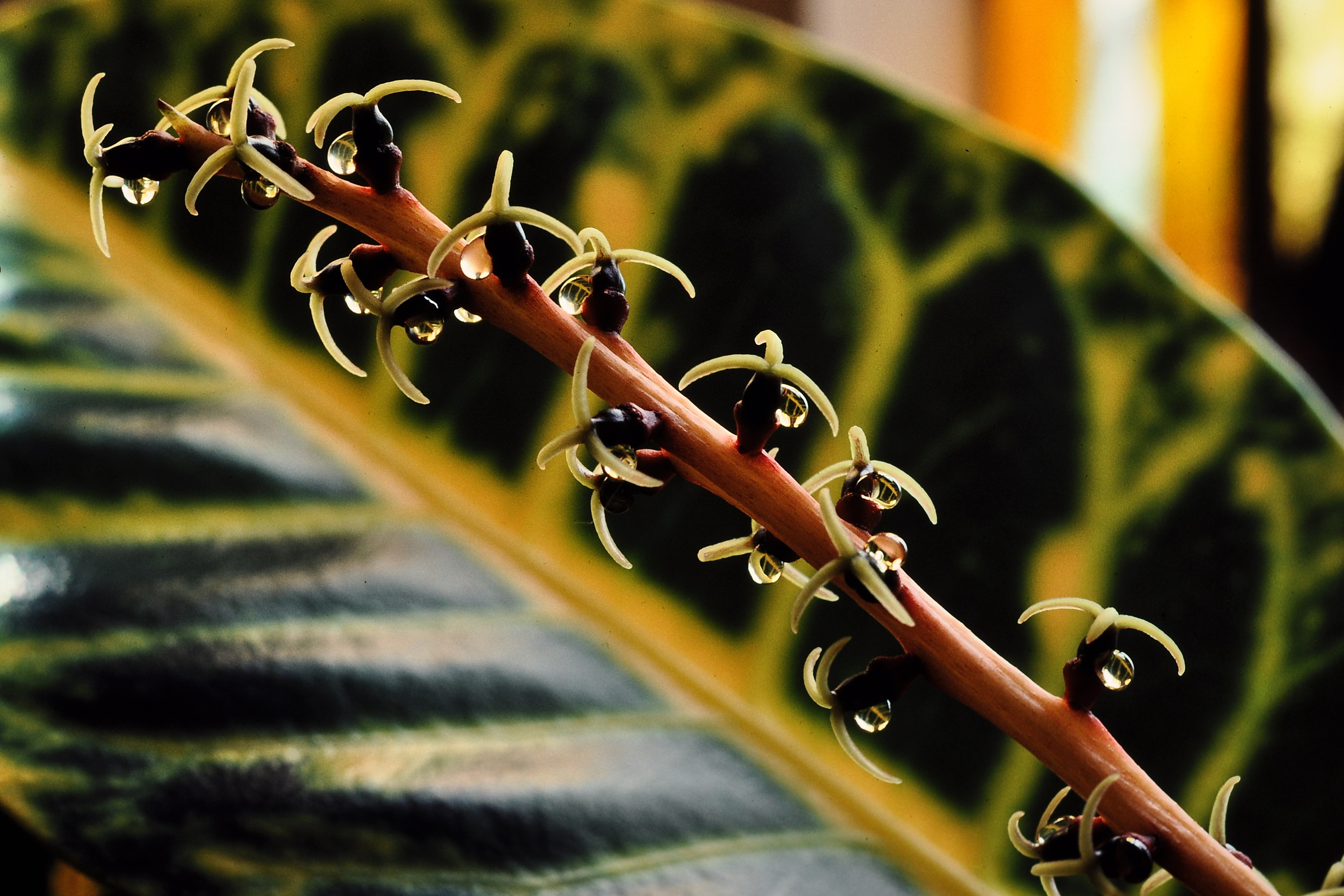
Croton variegatum mit Blüten

Diese Art wurde 1753 unter dem Namen Croton variegatus (dort „variegatum“) durch Carl von Linné in Species Plantarum, 2, S. 1199 erstveröffentlicht. Unter dem Namen Codiaeum variegatum wurde sie 1824 durch Georg Eberhard Rumpf zur Typusart der Gattung Codiaeum in Adrien Henri Laurent de Jussieu: De Euphorbiacearum Generibus Medicisque earumdem viribus tentamen, tabulis aeneis 18 illustratum, 80, 111, Tafel 9, f. 30. Weitere Synonyme für Codiaeum variegatum (L.) Rumph. ex A.Juss. sind: Codiaeum variegatum (L.) Blume, Codiaeum variegatum var. pictum (Lodd.) Müll. Arg., Croton pictus Lodd. 
Der Kroton gehörte früher zur Gattung Croton, daher der deutsche Trivialname. Der Gattungsname Codiaeum stammt aus dem Griechischen: kodeia für „Kopf des Mohns“.
Man unterscheidet folgende Varietäten:
- Codiaeum variegatum var. moluccanum (Decne.) Müll. Arg.
- Codiaeum variegatum (L.) Rumph. ex A.Juss. var. variegatum (Syn.: Codiaeum variegatum var. pictum (Hook.) Müll. Arg.)

## Zierpflanze
Von dieser Art gibt es viele Sorten. Im gesamten Tropengürtel werden die Sorten in Parks und Gärten gepflanzt. In kühleren Klimaten dient sie als Zimmerpflanze. Die Sorten sind auch für Hydrokultur geeignet. Je mehr Licht die Pflanze bekommt, desto bunter sind die Blätter. Die buntlaubigen Sorten können nur durch vegetative Vermehrung erhalten werden. Codiaeum vertragen keine Temperaturstürze und sollten für eine gute Durchlüftung zur Krankheitsvorbeuge nicht zu dicht gestellt werden.

## Bilder

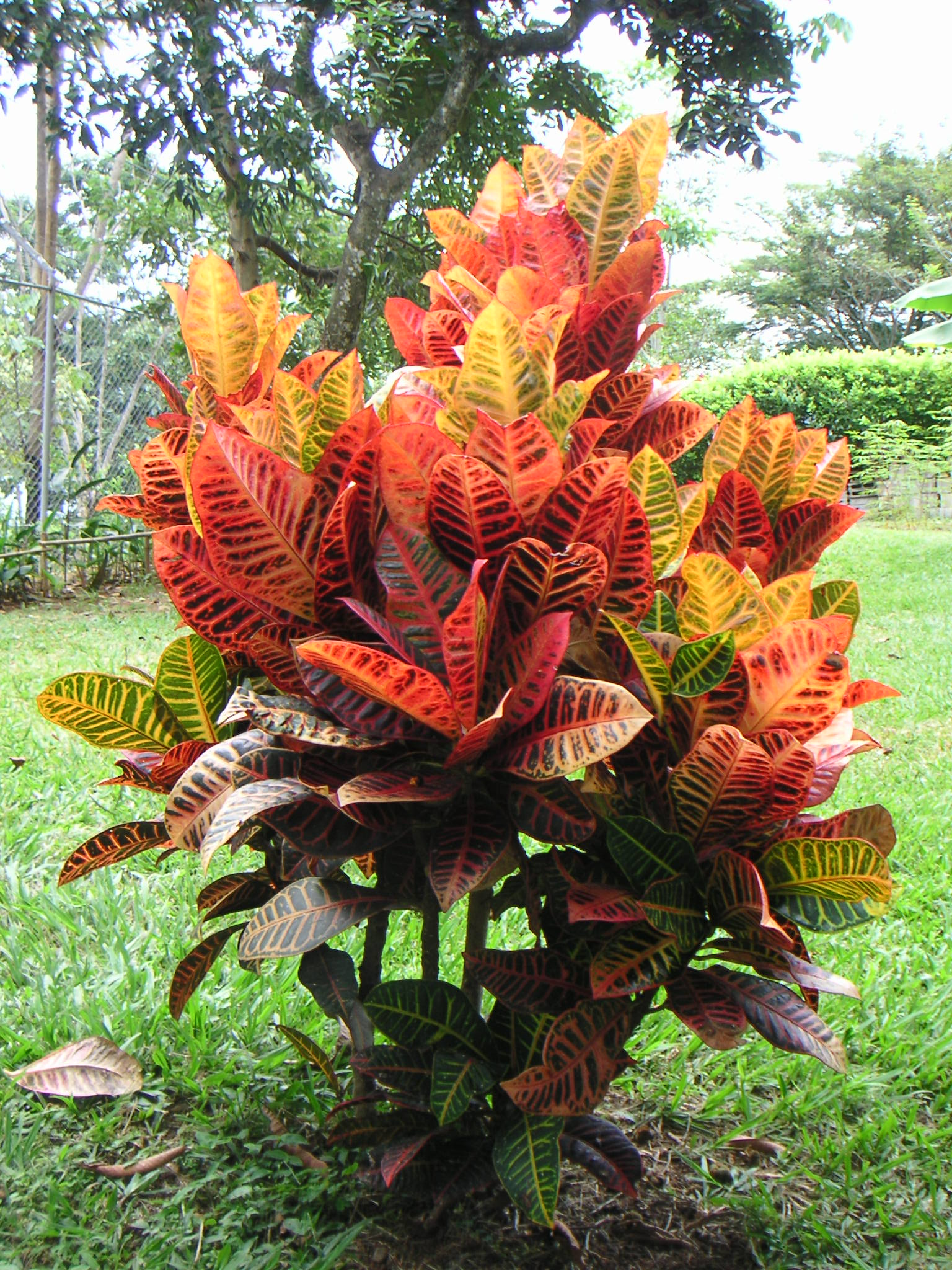
Ausgepflanzt im tropischen Garten
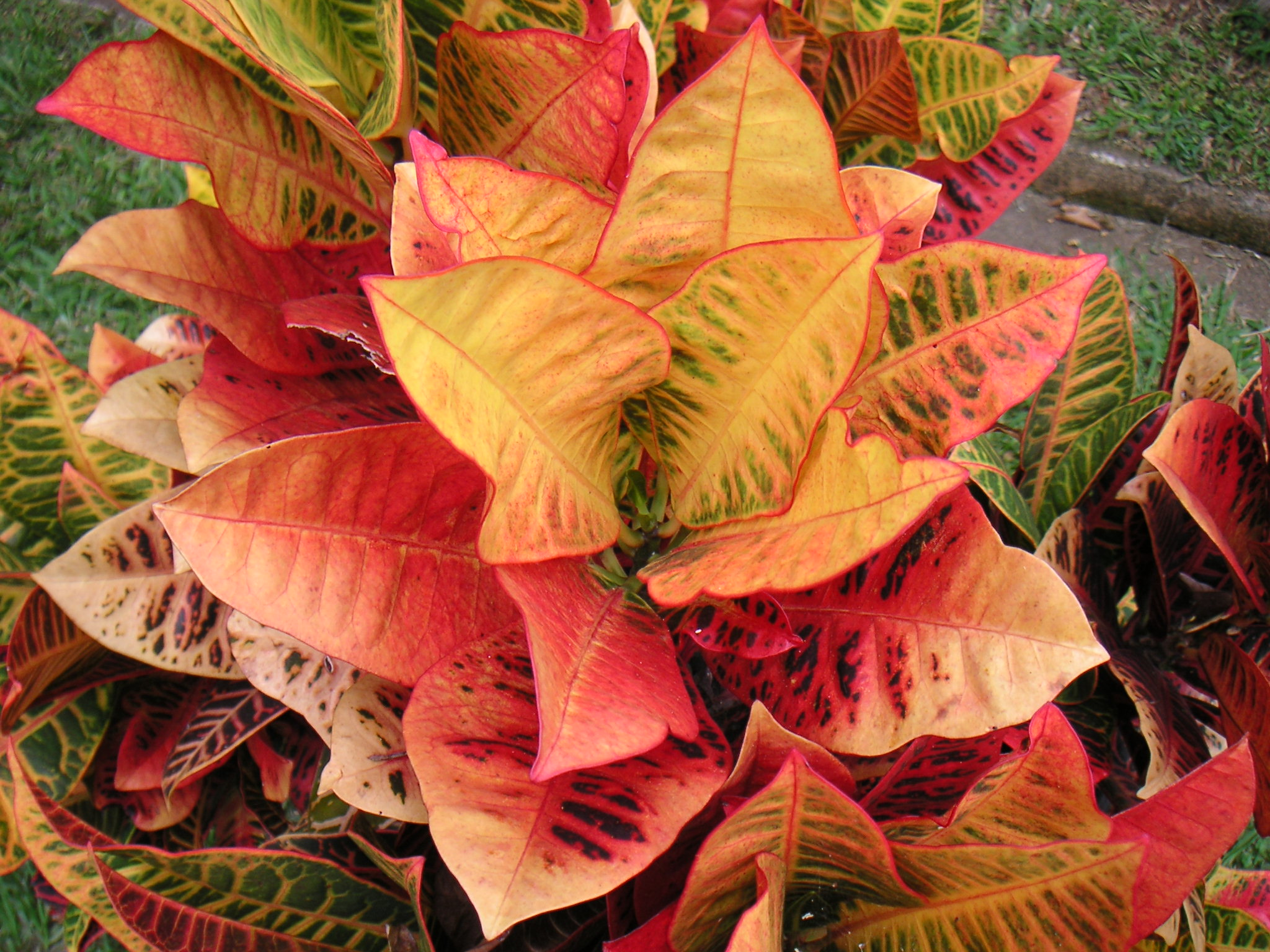
So schön gefärbt sind die Blätter nur bei einer Pflege im Freien oder Gewächshaus.
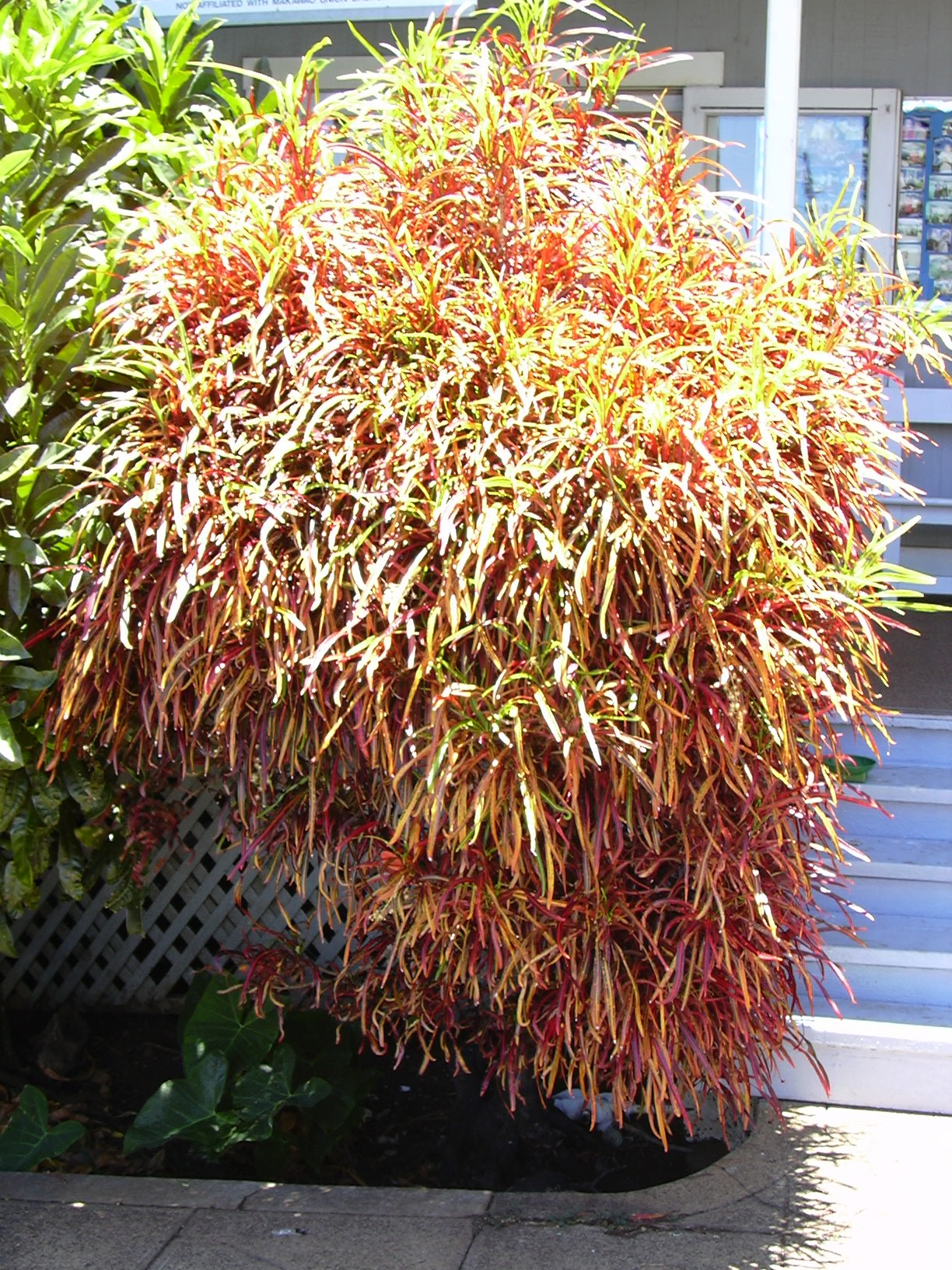
Schmalblättrige Sorte
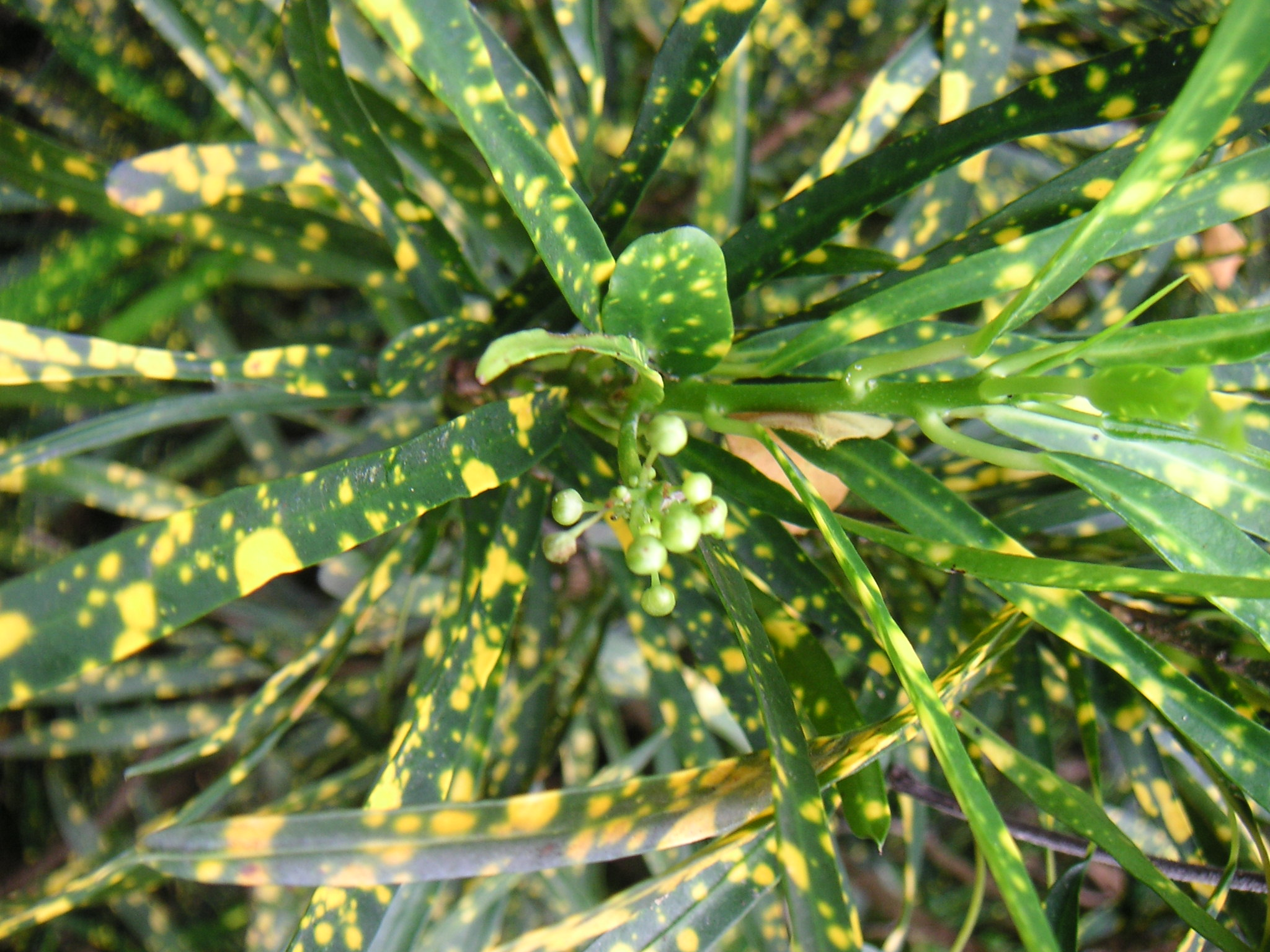
Schmalblättrige Sorte
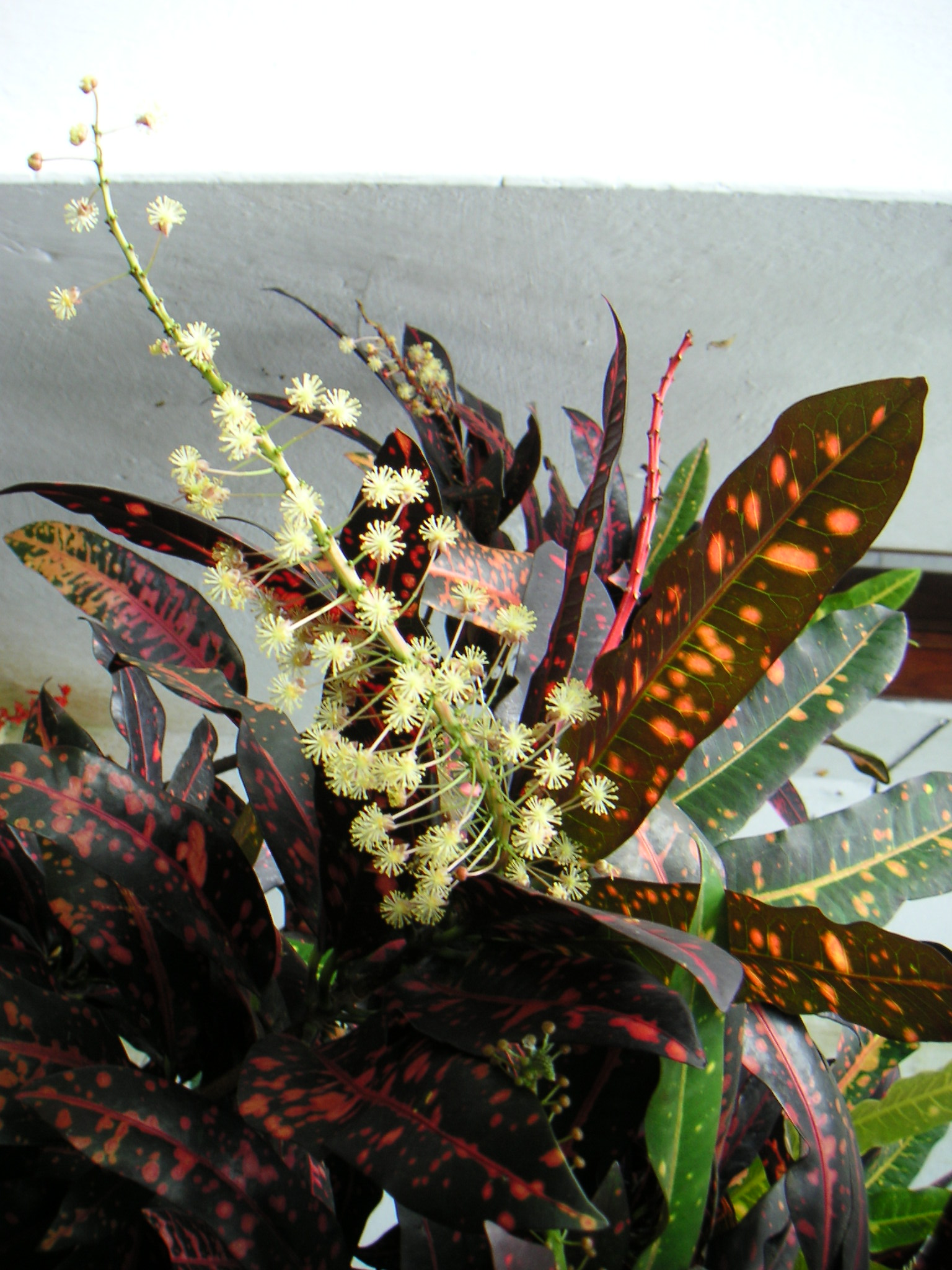
Männlicher Blütenstand
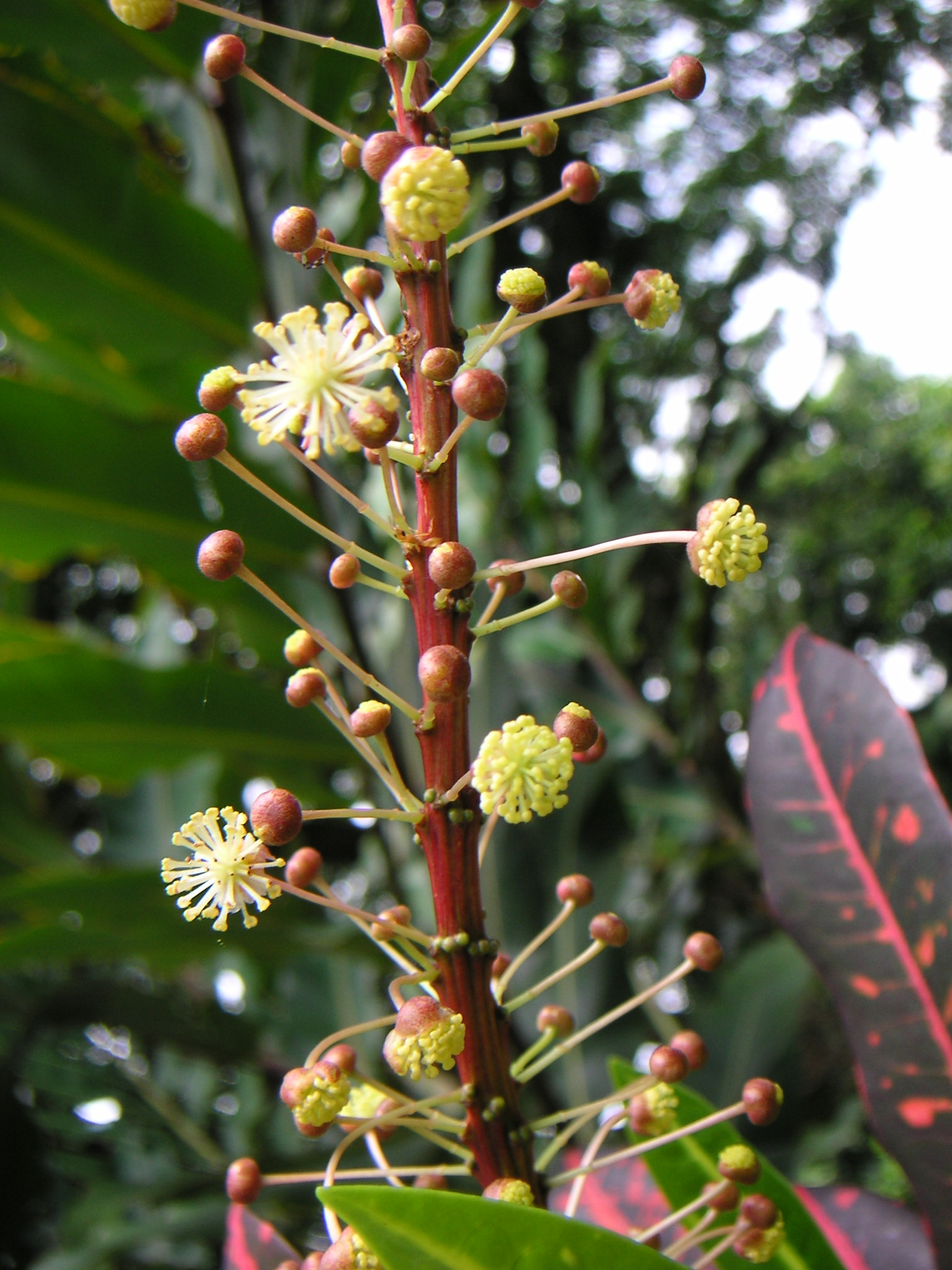
Männlicher Blütenstand
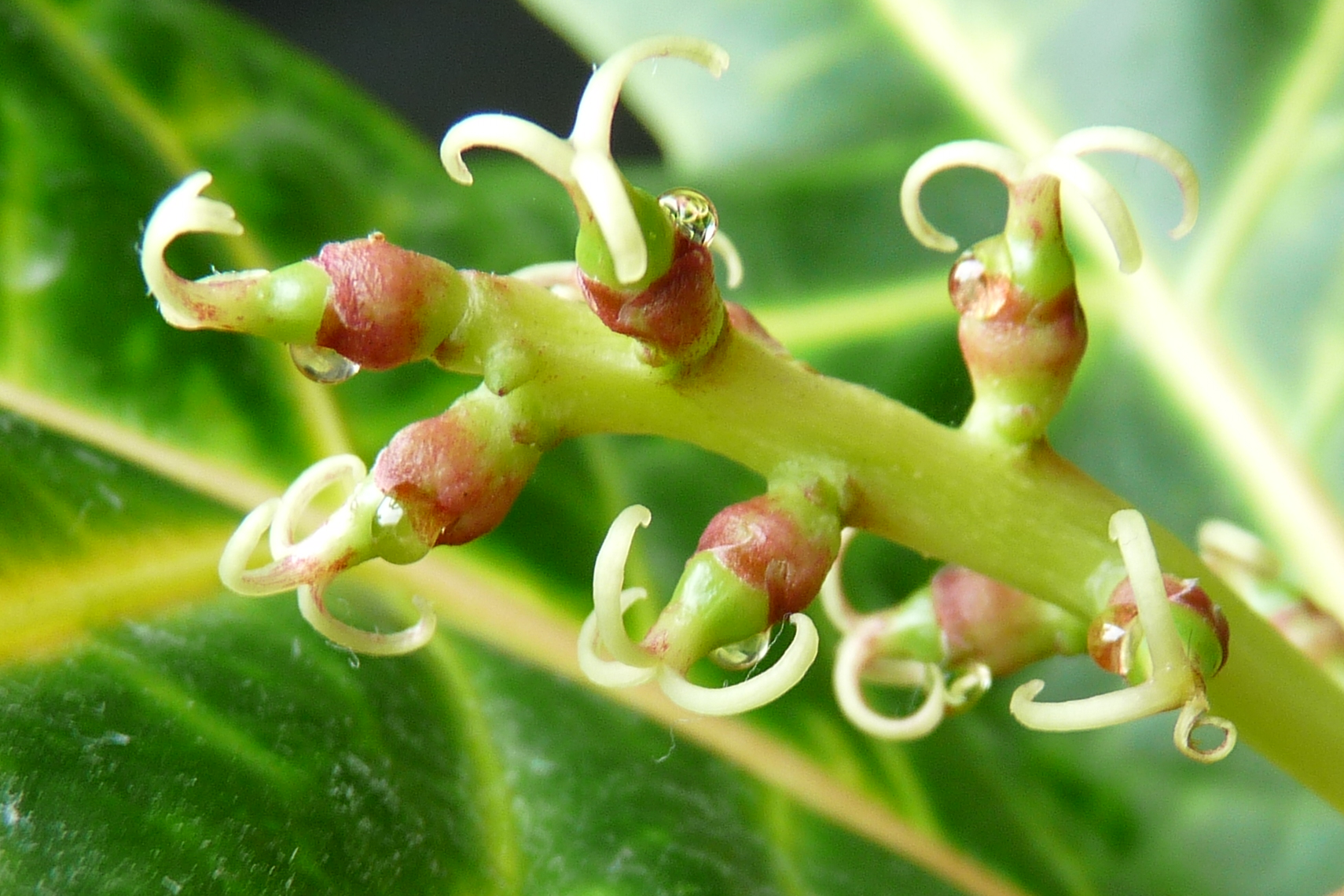
Weiblicher Blütenstand
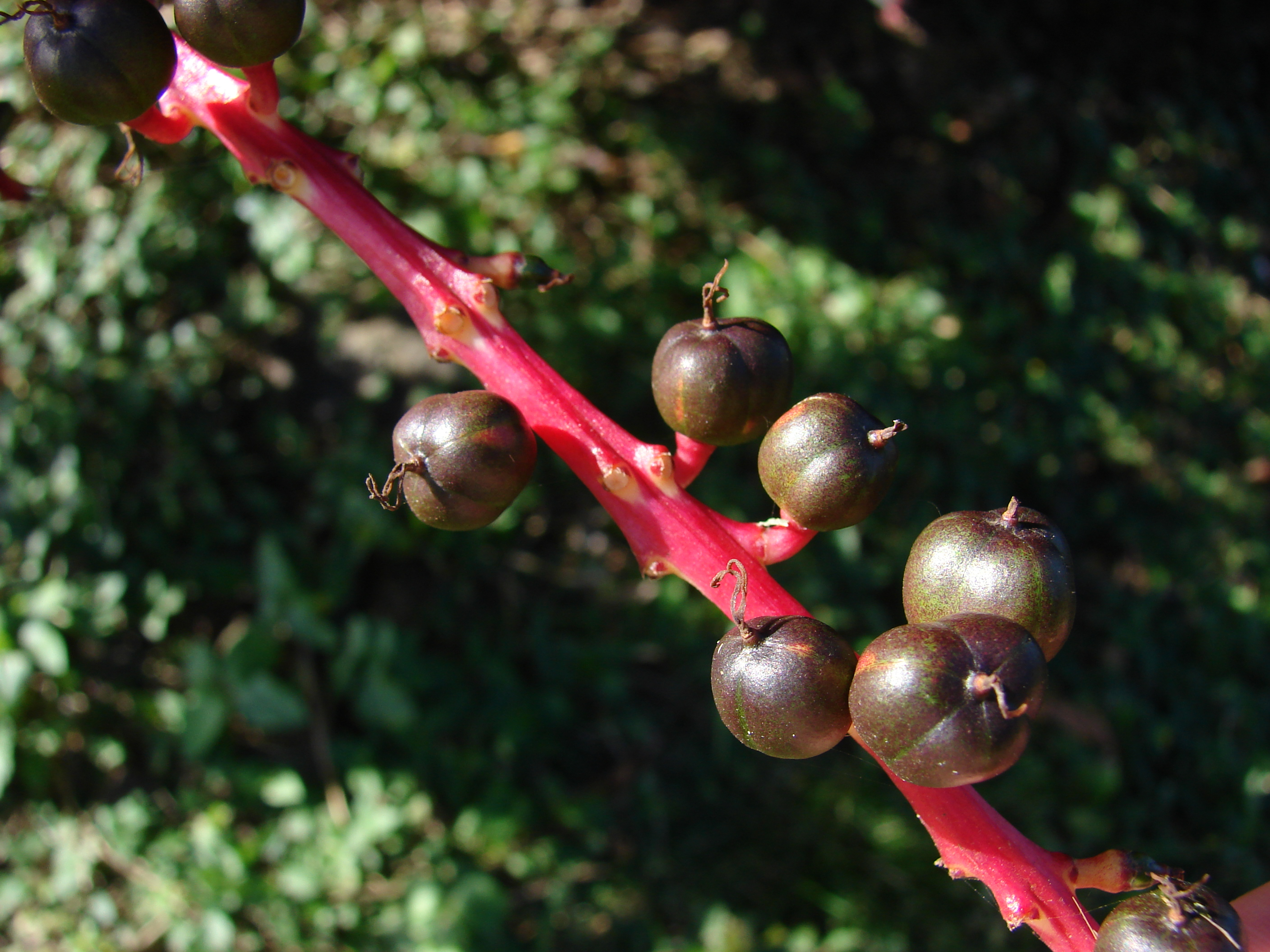
Junge Früchte
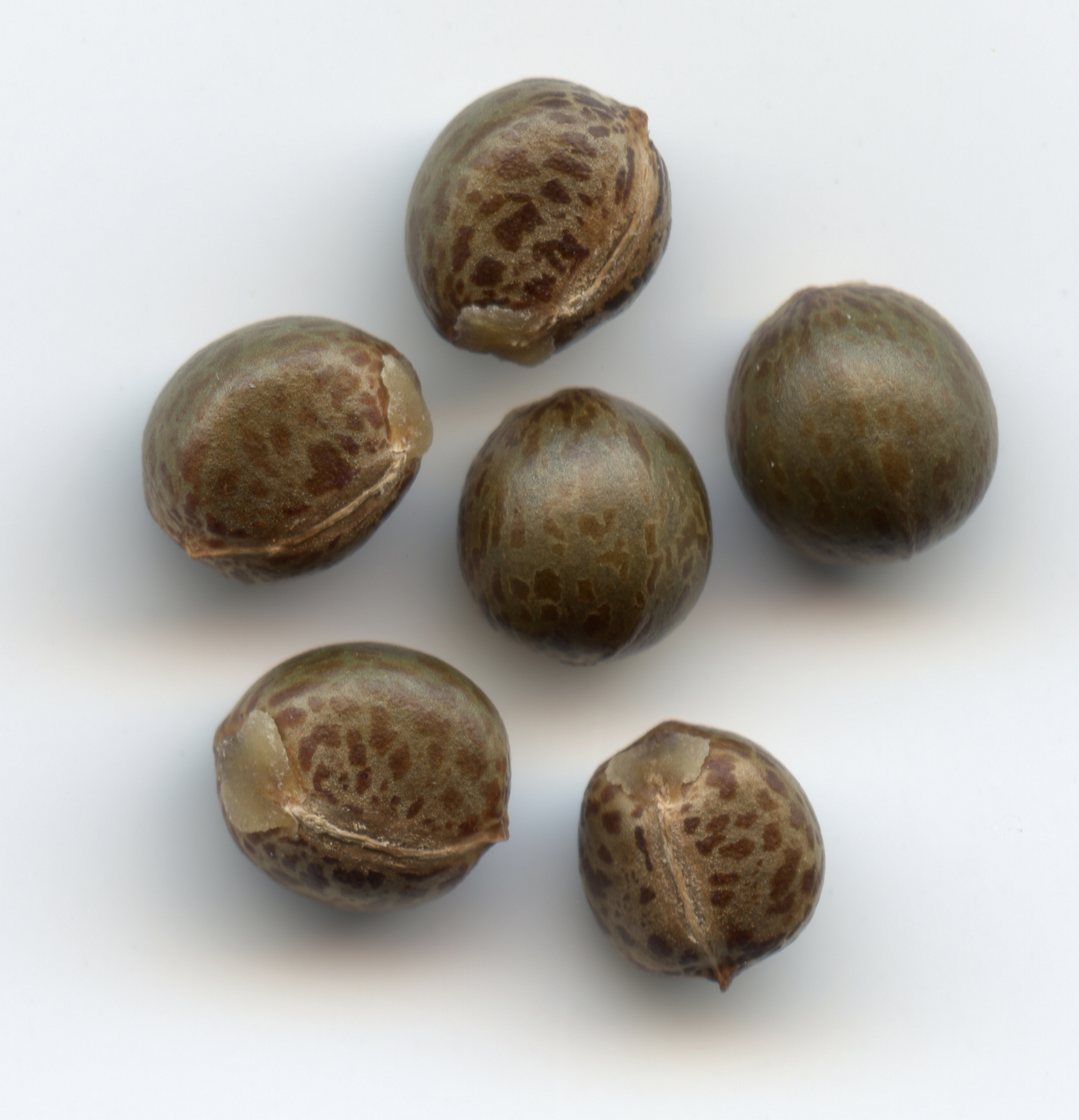
Kapseln (Samen)